# Kasaner Föderale Universität

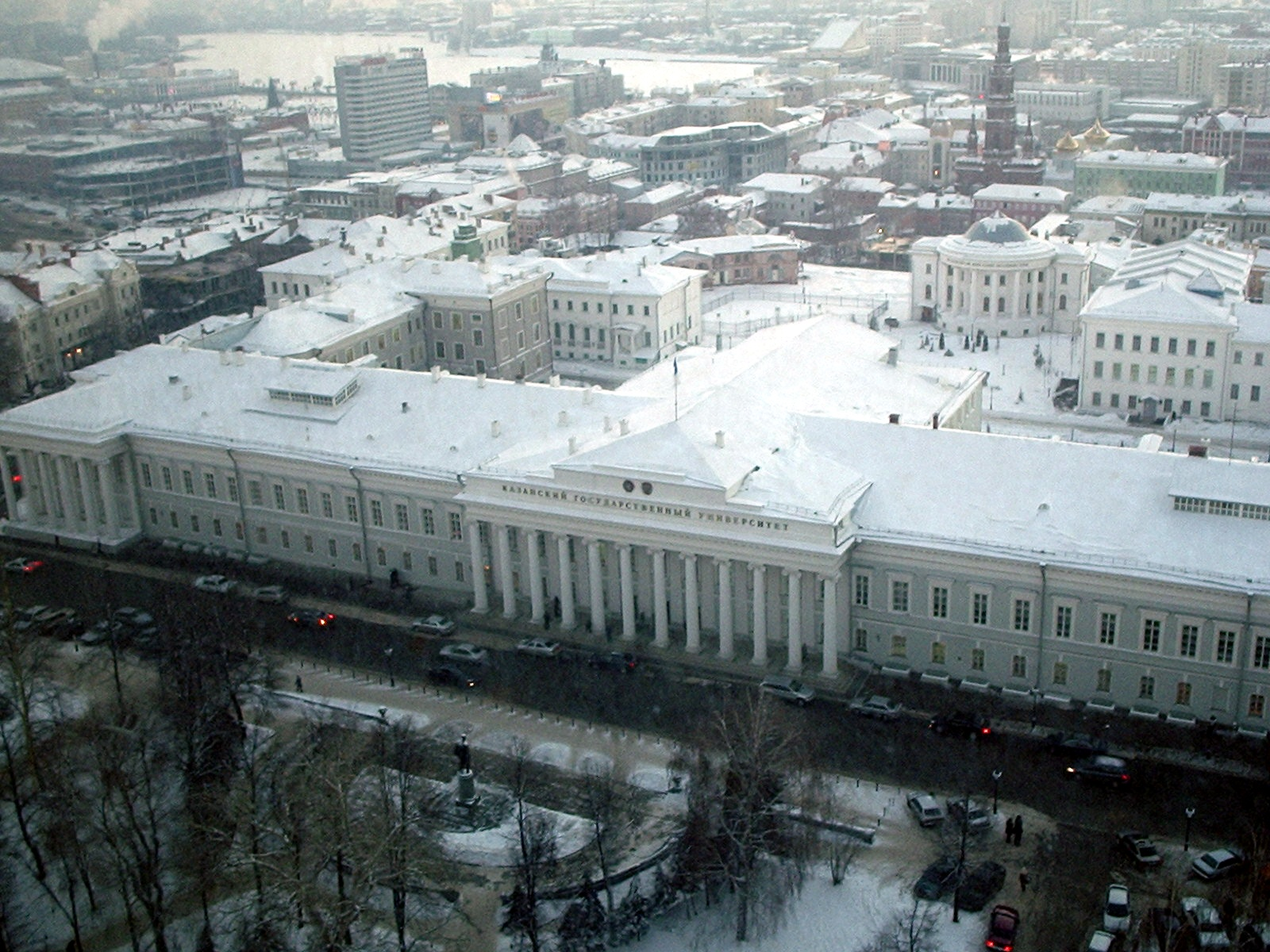
Hauptgebäude der Kasaner Föderalen Universität

Die Kasaner Föderale Universität (russisch Казанский (Приволжский) федеральный университет, tatarisch Казан (Идел буе) федераль университеты – Qazan federal universitetı) ist die zweitälteste Universität Russlands und hat ihren Sitz in Kasan, Tatarstan. Im Laufe der Jahre wurde sie zu einer bedeutenden Bildungseinrichtung Russlands, und zur Bildungsstätte vor allem für Studenten aus dem Wolgagebiet, Sibirien und dem Kaukasus.

## Geschichte
Die Universität wurde am 5. Novemberjul. / 17. November 1804greg. auf Erlass des Zaren Alexanders I. gegründet. Bereits in den ersten Jahrzehnten ihres Bestehens wurde sie zu einem bedeutenden Zentrum von Bildung und Wissenschaft. Es entstanden eine Vielzahl von wissenschaftlichen Richtungen und Schulen, darunter Mathematik, Chemie, Physik, Medizin, Linguistik und Geologie.

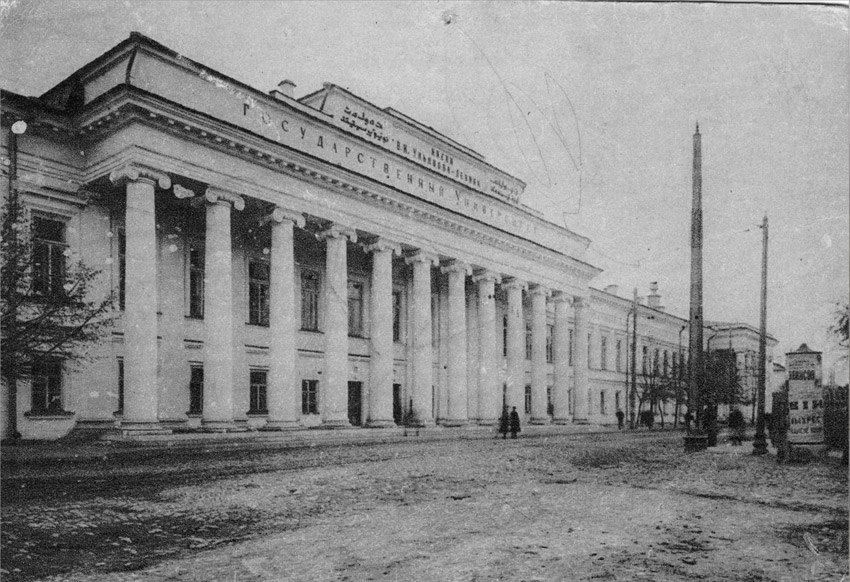
Universität zwischen 1917 und 1928 mit Tatarischer Inschrift.

Die Universität nahm 1814 mit vier Abteilungen – den Abteilungen der moralischen und politischen Wissenschaften, der physischen und mathematischen Wissenschaften, der ärztlichen Wissenschaften sowie der Literaturwissenschaften – erstmals vollständig ihren Betrieb auf. Aus diesen Abteilungen wurden 1835 die ersten Fakultäten geschaffen. Im Laufe der Zeit kamen weitere hinzu. In den ersten Jahrzehnten der Universität spielten deutsche Professoren eine herausragende Rolle, so u. a. Johann Bartels, Johann Friedrich Erdmann, Christian Frähn. Der deutsche Professor und Universitätsrektor Karl Fuchs begründete die Kasaner Medizinschule und erforschte als erster Europäer die tatarische Geschichte und Kultur. 1844 entdeckte der deutsch-baltische Professor der Kasaner Universität Karl Ernst Claus das chemische Element Ruthenium. Heute beherbergt die Universität neben 15 Fakultäten u. a. ein Chemisches Institut, ein Physikalisches Institut, ein Institut der Orientalistik, ein Spracheninstitut sowie zwei Filialen der Universität. Derzeit studieren hier über 35.000 Studenten.

## Persönlichkeiten der Universität
In alphabetischer Reihenfolge
- Gabdulchaj Achatow (1927–1986), sowjetischer Linguist und Turkologist
- Bruno Fridrichowitsch Adler (1874–1942), russisch-deutscher Ethnologe und Anthropologe
- Walter Anderson (1885–1962), deutscher Volkskundler
- Mili Balakirew (1837–1910), russischer Komponist
- Jan Baudouin de Courtenay (1845–1929), polnischer Linguist und Slawist
- Nikolai Beketow (1827–1911), russischer Chemiker
- Wassili Wassiljewitsch Berwi (1829–1918), russischer Ökonom und Soziologe
- Pjotr Boborykin (1836–1921), russischer Schriftsteller
- Alexander Butlerow (1828–1886), russischer Chemiker
- Karl Ernst Claus (1796–1864), deutsch-russischer Pharmazeut und Chemiker
- Franz von Erdmann (1793–1862), deutscher Orientalist
- Johann Friedrich Erdmann (1778–1846), deutscher Mediziner
- Eduard Friedrich Eversmann (1794–1860), deutscher Zoologe
- Christian Martin Joachim Frähn (1782–1851), deutscher Orientalist
- Karl Friedrich Fuchs (1776–1846), deutsch-russischer Mediziner
- Jewgenija Ginsburg (1904–1977), russische Historikerin und Schriftstellerin
- Wladimir Karawajew (1811–1892), russisch-ukrainischer Chirurg und Augenarzt
- Alexander Kassimowitsch Kasembek (1802–1870), aserbaidschanisch-russischer Orientalist
- Wladimir Lenin (1870–1924), sowjetischer Politiker
- Karl Lindemann (1847–1929), russischer Zoologe, Entomologe sowie Vertreter von Interessen der Russlanddeutschen
- Nikolai Lobatschewski (1792–1856), russischer Mathematiker
- Wladimir Markownikow (1837–1904), russischer Chemiker
- Konstantin Mereschkowski (1855–1921), russischer Botaniker
- Afanassi Schtschapow (1830–1876), russischer Historiker
- Alexander Saizew (1841–1910), Professor für organische Chemie
- Nikolai Sinin (1812–1880), russischer Chemiker
- Michael Minsky (Spirin) (1918–1988), russischer Sänger
- Lew Tolstoi (1828–1910), russischer Schriftsteller
- Georg von Wrangel (1783–1841), russischer Jurist